# Самодіяльний туризм

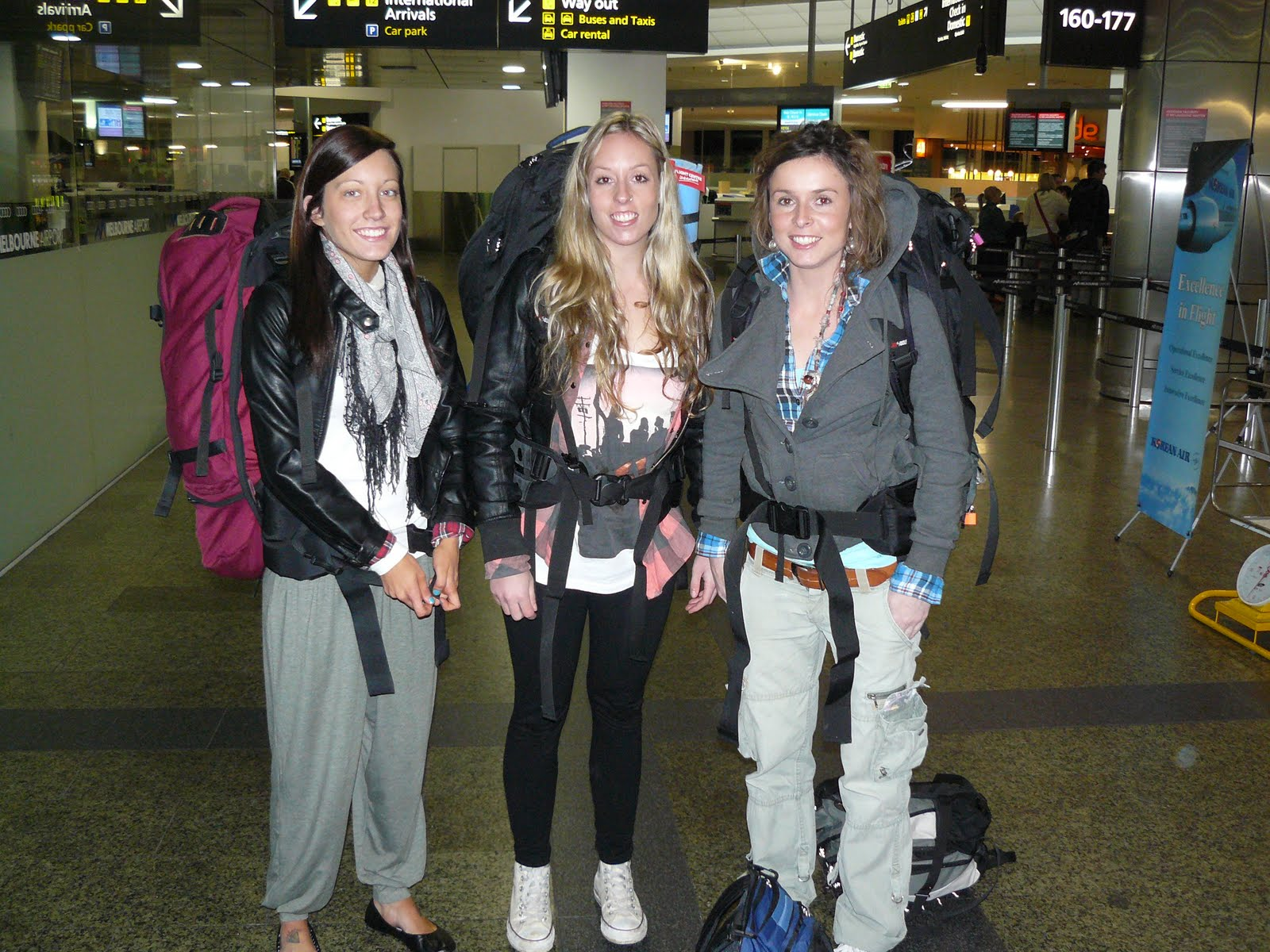
Самодіяльні туристки в аеропорту

Самодія́льний тури́зм  (англ. Backpaking - подорожі з рюкзаком, "рюкзакування") — різновид неорганізованого туризму, в якому подорожі груп або окремих туристів, здійснюються без послуг туроператорів та не за планом туристичних організацій. Туристи самі розробляють маршрути і спосіб пересування, забезпечують собі харчування, нічліг і місце відпочинку, здійснюють екскурсії, відвідують музеї. В англомовних країнах такий вид туризму з наплічником дістав назву англ. backpacking від англ. backpack — «наплічник».

Такий спосіб організації подорожі дає можливість заощадити кошти, поєднувати використання різних видів транспорту (автобуси, потяги, літаки), використовувати автостоп, розпродажі та спеціальні акції, бонусні поїздки, та дешеві авіалінії.

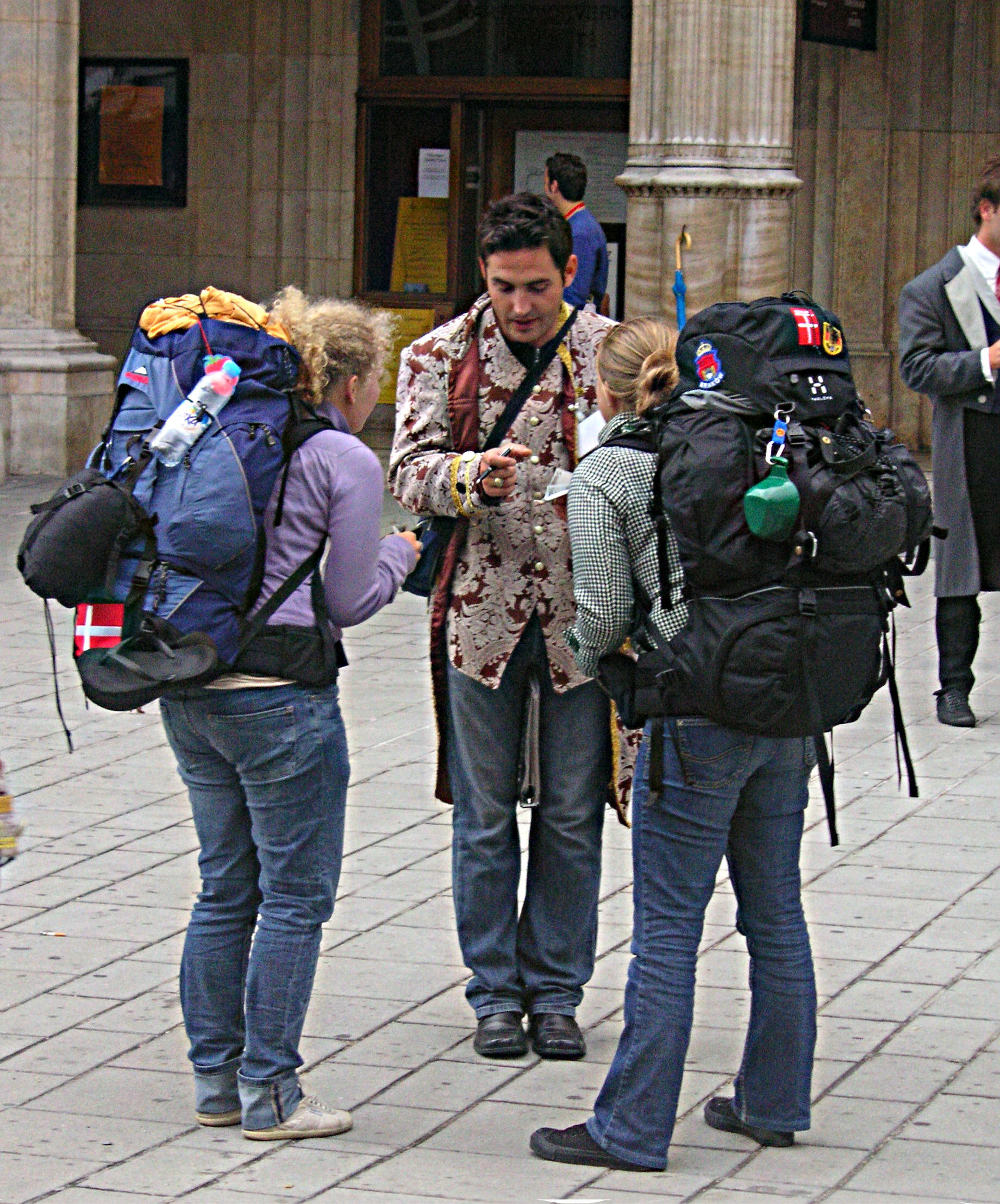
Туризм з наплічником. Відень. 2005

Ночувати туристи можуть не тільки в готелях, але і в хостелах, кемпінгах, а також у будинках місцевих жителів. Для вибору місць проживання використовують соціальні мережі Hospitality Club, CouchSurfing та ін., члени яких надають один одному допомогу і нічліг під час подорожей.
Харчуються самодіяльні туристи в їдальнях, недорогих ресторанах, а навіть у самих місцевих жителів. 
Щоб мати можливість легко пересуватися, самодіяльні туристи обмежують кількість речей, які беруть в дорогу, тому перевозять або перносять їх переважно у наплічниках (англ. backpack). 
Самодіяльний туризм об'єднує на добровільних засадах аматорів пішохідних, лещетарських, велосипедних, автомобільних, гірських та інших походів різної кваліфікації. Відпочинок під час самодіяльних походів не обмежується оздоровленням і відновленням сил, а спрямований також на активне пізнання довкілля, охорону природного середовища, вивчення пам'яток історії та культури, ознайомлення з минулим і сучасним місця подорожі. 
Самодіяльний туризм поєднує форми краєзнавчої та екскурсійної діяльності, суспільно корисну працю за дорученням науково-дослідних, природоохоронних та інших організацій, а також організацію і проведення туристичних зборів і змагань, самодіяльну і технічну творчість, навчання туристичних кадрів. Усі самодіяльні походи відбуваються згідно з правилами проведення туристичних спортивних походів.